# Aleksandr Alekseevič Vjazemskij
Principe Aleksandr Alekseevič Vjazemskij (in russo Александр Алексеевич Вяземский?; 14 agosto 1727 – 19 gennaio 1793) è stato un politico russo.

## Biografia
Era il figlio di Aleksej Fëdorovič Vjazemskij (?-1737), e di sua moglie, Prasko'ja Ivanovna Poznjakova. Era un discendente del principe Rostislav I Mstislavič.

## Carriera
Durante la Guerra dei sette anni non era solo partecipò alle battaglie nell'esercito russo contro la Prussia, ma prese parte a delle operazioni militari rischiando la sua vita. 
Il 3 (14) febbraio 1764 Caterina II lo nominò procuratore generale del Senato. Vjazemskij godette della piena fiducia dell'imperatrice, che gli ha permesso di tenere non solo la più alta carica pubblico per quasi 29 anni, ma anche ampliare notevolmente i suoi poteri. 

## Matrimonio
Nel luglio 1768, sposò la principessa Elena Nikitična Trubeckaja (1745-1832), la figlia del procuratore generale Nikita Jur'evič Trubeckoj. Ebbero quattro figlie:
- Ekaterina Aleksandrovna (1769-1824), sposò il conte Dmitrij Aleksandrovič Tolstoj, ebbero undici figli;
- Anna Aleksandrovna (1770-1840), sposò Antonino Maresca, duca di Serracapriola ed ambasciatore delle Due Sicilie in Russia, ebbero due figli;
- Praskov'ja Aleksandrovna (1772-1832), sposò Dmitrij Aleksandrovič Zubov, ebbero sei figli;
- Varvara Aleksandrovna (1774-1850), sposò il barone Rosenkrantz.

## Morte
Morì il 19 gennaio 1793. Fu sepolto nella chiesa dell'Annunciazione del Alexander Nevsky Lavra.